# Harmonia do Samba
Harmonia do Samba est un groupe brésilien de pagode baiano, originaire de Salvador, Bahia, actif entre 1993 et 2022. Son chanteur principal était Xanddy.

## Histoire
En décembre 1993, Roque Cezar décide de former un groupe à Capelinha, un quartier de Salvador, pour jouer des chansons qui mélangent la samba raiz avec la samba-reggae et les rythmes régionaux de Bahia, combinant le pandeiro et le cavaquinho avec des percussions et des éléments éoliens - un rythme qui lui vaudra le nom de pagode baiano. Avec le maestro Bimba et d'autres amis musiciens, ils baptisent le groupe Harmonia do Samba et commencent à se produire dans des festivals. En 1998, désireux de faire de leur passion pour la musique un métier, ils invitent Xanddy, chanteur du groupe Gente da Gente, à reprendre le chant du groupe et commencent à se concentrer sur leur propre répertoire, signant avec Abril Music. En 1999, ils sortent leur premier album, Harmonia do Samba, qui comprend des succès tels que Vem Neném, Agachadinho et Elevador.
Leur deuxième album, O Rodo, contient les succès Paradinha et O Rodo. Xanddy est élu meilleur chanteur du carnaval de Salvador par Band Folia en 2004. Le groupe enregistre ensuite des succès tels que Overdose de Carinho, Tira a Mão do Bolso, Peneira, Destrambelhada, Mata Papai, Ficou de Mal, Deslizando, Quebra e Samba, Batifun, Samba Merengue, Comando, Selo de Qualidade et bien d'autres encore.
Le 14 septembre 2022, le chanteur Xanddy annonce sur ses réseaux sociaux que le groupe fermait ses portes et qu'il poursuivrait sa carrière en solo,.

## Discographie

### Albums studio
- 2000 : O Rodo
- 2001 : A Casa do Harmonia
- 2003 : Meu e Seu
- 2007 : Esse Som Vai Te Levar
- 2010 : Só Pra Dançar
- 2012 : Tudo de Novo
- 2015 : Tá no DNA
- 2016 : Hoje
- 2018 : Atualize-se

### Albums live
- 1999 : Harmonia do Samba
- 2002 : Pé no Chão: Ao Vivo
- 2004 : Da Capelinha para o Mundo
- 2005 : Ao Vivo em Salvador
- 2008 : Esse Som Vai Te Levar: Ao Vivo
- 2009 : Harmonia Romântico
- 2011 : Selo de Qualidade
- 2013 : Harmonia do Samba: 20 Anos
- 2017 : Ao Vivo em Brasília
- 2020 : A Melhor Segunda Feira do Mundo: Ao Vivo

### EP
- 2017 : Ontem
- 2019 : Churrasco